# Iglesia de la Asunción de Nuestra Señora (El Molar)
La iglesia de la Asunción de Nuestra Señora es un edificio de la localidad española de El Molar, en la Comunidad de Madrid. Constituye un ejemplo de arquitectura religiosa madrileña de los siglos XV y XVI en el medio rural. En ella domina la estética gótica, tanto en la concepción espacial y estructural como en las formas, presentando diversas tipologías de bóvedas, columnas, capiteles y portadas características del gótico tardío, lo que pone de manifiesto la intervención de canteros y arquitectos conocedores o procedentes de los grandes talleres castellanos. A esta estética gótica se yuxtapone, por un lado, la tradición mudéjar, que se refleja fundamentalmente en el sistema constructivo de las techumbres y en algunos detalles decorativos, y por otro las nuevas formas del Renacimiento, que se manifiestan con fuerza en la galería exterior, la capilla norte y en algunos elementos decorativos de la capilla sur.
Su construcción y ampliación en sucesivas fases, si bien le restan parte de la coherencia y perfección formal de otras obras de arquitectura concebidas y ejecutadas de forma unitaria, la convierten en interesante objeto de estudio por comparación con otras del mismo territorio. Sus peculiaridades responden, por un lado, a la existencia de canteras de piedra caliza de ámbito local que permiten la utilización de piezas de cantería con decoración labrada, y por otro, a las circunstancias socioeconómicas del momento y la evolución del gusto artístico en la región madrileña durante ese período, de las que son fiel reflejo.
Fue una de las localizaciones donde se rodó la película Un curita cañón.

## Historia
La iglesia se proyectó como templo gótico de una sola nave en el siglo XV, con cabecera abovedada y nave cubierta por artesonado de par y nudillo, con una modesta torre situada junto al presbiterio, cuyo nivel inferior hacía las veces de sacristía, y con una escalera de caracol para subida al campanario adosada a la torre. Tenía una pequeña puerta de acceso al oeste y una portada representativa al sur. Las ventanas eran de reducido tamaño, varias de ellas rematadas en arcos de medio punto, como se aprecia por los restos conservados en los muros norte, sur y oeste.
En las primeras décadas del siglo XVI fue ampliado dentro del estilo gótico hasta convertirse en un templo de tres naves, transformando los muros laterales en arcadas, pero sin demoler la parte superior de los mismos ni la techumbre central, mediante un complejo y delicado trabajo de apeo, injerto y composición de piezas de cantería en el seno de los muros y de eliminación posterior de las partes sobrantes. Este sistema debió permitir el uso continuado del edificio durante los períodos de obras.
A juzgar por el estilo de basas, fustes y capiteles, probablemente se construyó en primer lugar la nave de la Epístola, trasladando la portada hispano flamenca de la primitiva iglesia a la nueva fachada sur, para continuar con la nave del Evangelio, realizada en un estilo más sobrio y simplificado que la primera. La finalización de este proceso de ampliación tuvo que producirse entre los años 1534 y 1545, ya que se colocó sobre las arcadas el escudo del cardenal Juan Tavera, titular del arzobispado de Toledo en ese período. A continuación se abordó la construcción de una gran capilla abovedada con formas del gótico tardío en la cabecera de la nave de la Epístola, conectada también con el presbiterio. Poco después se construyó una nueva sacristía como prolongación de la capilla anterior, cubierta por bóveda estrellada siguiendo modelos de Rodrigo Gil de Hontañón, idéntica a la de la sacristía de la iglesia parroquial de Colmenar Viejo.
Una vez ampliado el templo, se reformó la torre, elevando un cuerpo el campanario, cambiando el acceso y la configuración interna. Si en origen el nivel inferior de la torre estaba ocupado por una pequeña sacristía abovedada, con una escalera de caracol adosada por el oeste, ahora se dispuso un nuevo acceso desde la nave del Evangelio y se creó una nueva y más cómoda escalera de caracol centrada en el volumen de la torre hasta la altura del nuevo campanario. Simultáneamente se configuró una pequeña capilla de planta trapezoidal en la cabecera de la nave del Evangelio, con sencilla bóveda gótica y portada renacentista.
En algún momento del proceso de ampliación del templo se reformó el coro alto, anulando la primitiva escalera y creando un nuevo acceso desde la nave de la Epístola, y se realizaron reparaciones o modificaciones en el artesonado, como demuestran los diferentes tipos de talla de las ménsulas, tirantes, pares y nudillos.
A mediados del siglo XVI se incorporó al templo una hermosa galería porticada de cinco vanos en el acceso principal de la fachada sur, obra plenamente renacentista relacionada con talleres de Alcalá de Henares. Aunque con posterioridad al siglo XVI no hubo más ampliaciones ni reformas significativas, durante el siglo XVII el templo se enriqueció con retablos barrocos, de los que en algún caso ha quedado testimonio fotográfico. La cubierta de la torre se transformó en chapitel. En el siglo XVIII se colocaron dos pilas de agua bendita de considerables dimensiones adosadas a los pilares.
Durante la Guerra Civil de 1936-1939, el templo sufrió graves desperfectos, perdiendo la práctica totalidad de su patrimonio mueble y los retablos. La rehabilitación posterior, debida a la Dirección General de Regiones Devastadas, según proyecto de Luis García de la Rasilla y Antonio Cámara, introdujo seis nuevas ventanas en las naves laterales y un óculo en la fachada oeste en sustitución de la ventana primitiva. Se rehabilitaron las cubiertas, muy dañadas, se reconstruyó el chapitel y se eliminó una gran buhardilla que iluminaba la nave de la Epístola. También se reformó la plataforma o compás de acceso al templo, delimitada en origen por un peto con decoración de bolas de piedra, junto al que se encontraban los toriles para el uso de la plaza mayor como plaza de toros. Se alteraron los niveles de la plataforma y se eliminó parcialmente el peto de piedra, colocando una escalinata corrida.
Las sucesivas reformas acometidas durante la segunda mitad del siglo XX afectaron sobre todo a las cubiertas de las naves laterales y de la galería porticada. En un momento determinado se aumentó la pendiente de la nave lateral sur, introduciendo un canalón oculto entre esta y la galería. También se modificó la solución de forjado de la galería, afectando a la portada gótica hispano-flamenca, que fue recortada en su parte superior.
En la última reforma importante, terminada en el año 1995, se reforzó la cimentación de los pilares de las naves, se rehicieron parcialmente las cubiertas, se revocaron los paramentos exteriores y se restituyeron volumétricamente con morteros los elementos de cantería degradados. En la torre se dejaron al descubierto dos arcos de medio punto cegados en el siglo XVI, pertenecientes al primitivo campanario.
El 15 de abril de 1981 fue incoado expediente para su declaración como Monumento Histórico-Artístico, mediante una resolución publicada en el Boletín Oficial del Estado el 27 de junio de ese mismo año. El 28 de marzo de 2017 fue declarada Bien de Interés Cultural, mediante un decreto publicado el 3 de abril de ese mismo año en el Boletín Oficial de la Comunidad de Madrid.

## Descripción
Ubicada en la localidad madrileña de El Molar, la iglesia, que como se ha indicado es el resultado de seis reformas y ampliaciones sobre
el edificio inicial, presenta una planta compuesta por una cabecera o presbiterio cuadrangular de testero recto cubierto con bóveda de crucería, y un cuerpo de tres naves separadas
por arquerías que descansan sobre pilares góticos, cubierto con techumbre de madera. A este espacio principal se añaden la torre situada al norte del presbiterio, de la misma
época que la cabecera de la iglesia; una capilla adosada a la cabecera en su lado sur y conectada directamente con el presbiterio, una sacristía abovedada que comunica con la anterior, realizada a mediados del siglo XVI y una galería que protege el acceso meridional, también de mediados del siglo XVI.
El templo está construido con mampostería de piedra caliza revocada y pintada, reforzada con cadenas de sillares en los ángulos. Son de cantería algunas cornisas, los contrafuertes,
las pilastras de esquina, las portadas y la galería o pórtico lateral. El presbiterio y la capilla sur se refuerzan en sus ángulos por medio de contrafuertes terminados en chaflán,
mientras que en la sacristía hacen la función de contrafuertes las pilastras de esquina recogidas por la cornisa.
El pórtico renacentista, uno de los elementos de más interés del inmueble, está construido con sillería de caliza bien escuadrada. Consta de cinco arcos carpaneles moldurados y cajeados que descansan sobre columnas que, a su vez, apoyan sobre un pretil interrumpido en dos de los arcos, de manera que una de las columnas centrales queda exenta y apoyada
sobre un basamento circular. Las columnas presentan capiteles decorados con gruesas volutas a modo de cuernos de carnero, grutescos, sirenas, animales, figuras infantiles y motivos
vegetales, relacionados con algunos ejemplos de Rodrigo Gil de Hontañón existentes en Alcalá de Henares. El pórtico está abierto por sus extremos norte y sur mediante peque-
ños arcos de paso. En su interior, que se cubre con viguería de madera, se dispone un banco corrido de piedra construido en 1800, según indica una inscripción. El pórtico protege una bella portada gótica de los primeros años del siglo XVI, de tradición hispano-flamenca, probablemente trasladada desde la primitiva fachada del templo. Está formada por un arco apuntado con tres arquivoltas baquetonadas que descansan sobre finas columnas con capiteles de cimacios poligonales y decoración vegetal y animal. La portada está enmarcada por un alfiz quebrado constituido por un listel y un caveto guarnecido con hojas de cardina y animales entrelazados que nacen de un cestillo. Está recortada en su parte superior, quizás para adaptarla al nuevo emplazamiento y modernamente por reformas en el forjado de la galería. Esta portada incorpora una puerta de madera de doble hoja con portoncillo, decorada
con clavos de cazoleta semiesférica con incisiones a modo de nervios, y alguazas con forma de herradura prolongada, decoradas con incisiones en forma de espina de pez. Su cronología
responde a la misma época que la portada.
Interiormente la puerta está protegida por un cancel de madera realizado a base de cuarterones, algunos de los cuales están decorados. Conserva completos sus herrajes y puede
fecharse en la segunda mitad del siglo XVIII. El edificio cuenta con otra portada gótica a los pies de la nave central, que se resuelve mediante un sencillo arco apuntado constituido por grandes dovelas decoradas con un baquetón. Dicha puerta, similar a la existente en el presbiterio para el acceso a la torre, corresponde a la primera fase constructiva del edificio. El interior del templo es espacioso y bien proporcionado. La cabecera, a la que se accede por medio de un arco triunfal apuntado, decorado con dos baquetones en el intradós y que descansa sobre pilares cilíndricos con capiteles facetados, está formada por un tramo cuadrangular cubierto con una bóveda octopartita de tradición medieval, encuadrada por arcos formaletes apuntados. Arcos y nervios descansan sobre columnas dispuestas en los ángulos, mediante capiteles facetados. En el muro norte se conserva el arco apuntado, hoy cegado, que comunicaba con la torre. Junto a él se encuentran restos de una alacena con decoración mudéjar. En la parte superior del muro sur se abre otro vano, también cegado,
formado por un arco de medio punto abocinado en arista viva, que originalmente iluminaba el presbiterio.
El cuerpo de la iglesia está constituido por tres naves, de mayor anchura y altura la central, separadas por arcos de gran luz que descansan sobre pilares góticos de diferente forma
y decoración. La arquería del lado de la Epístola está formada por arcos de medio punto anchos y de sección rectangular, con el intradós plano entre boceles y el extradós moldurado
a base de finos baquetones. Descansan sobre pilares cilíndricos adornados con finas columnillas que se recogen en un zócalo o basa poligonal. Estos pilares, similares a los de la iglesia segoviana de Cantimpalos, incorporan una faja continua a modo de capitel con decoración vegetal de acanto, filacteria enroscada en un tronco y roleos vegetales. La arquería del lado del Evangelio muestra arcos de perfil también rectangular, con un gran listel aristado entre escocias en el intradós, mientras la rosca incorpora un gran bocel. Descansan sobre pilares octogonales de aire robusto, con sencillos capiteles que son ensanchamientos del fuste rematados en un bocel y una nacela. Apoyan sobre un basamento y zócalo octogonal moldurado. En una de las enjutas de esta arquería norte se encuentra un escudo de armas del cardenal Juan Tavera, arzobispo de Toledo entre 1534 y 1545, inscrito en una láurea, lo que parece indicar que durante su mandato se realizó o concluyó alguna parte del cuerpo de naves.
Todo el cuerpo de naves se cubre con armadura de madera. La que ocupa la nave central era en origen un artesonado de par y nudillo de tres faldones, con dobles tirantes y limas
bordón. Ahora es una estructura mixta de madera y losas de hormigón. El zócalo del artesonado, con las ménsulas o zapatas y los tirantes es original y quizás contemporáneo de
la propia iglesia gótica. Los tirantes apoyan sobre ménsulas decoradas, algunas de ellas con perfil de doble voluta en “S”, frente con escamas y laterales con motivos de correas, elementos característicos de la decoración arquitectónica en la zona de Alcalá de Henares y Toledo, mientras que el resto presenta perfiles formados por combinación de molduras cóncavas y convexas, tipología de origen gótico. Cuatro de estas ménsulas son reconstrucciones recientes. La estructura superior de la artesa está muy modificada, pues conserva solo
una parte de los pares y nudillos unidos en inglete, sin respetar la posición ni la forma de trabajo originales. Sobre ese armazón apoyan tableros hidrófugos y una losa ligera de hormigón autoportante. La parte superior del artesonado tiene, por tanto, función simplemente decorativa.
Las naves laterales se cubren con sencillas armaduras de madera de colgadizo, reconstruidas en la segunda mitad del siglo XX. A los pies de la iglesia, ocupando el último tramo de la nave central, se ubica el coro alto, realizado completamente en madera. Está cerrado lateralmente por gruesos muros de mampostería que descansan sobre arcos rebajados y moldurados, lo que permite la comunicación de las tres naves en el sotocoro. Se asienta sobre un alfarje con decoración agramilada tradicional constituida por cinco bandas. Se cierra al frente con una balaustrada de madera que descansa sobre una cornisa volada sostenida por viguetas en ménsula con la misma decoración. Toda esta estructura puede datarse hacia mediados del siglo XVI, probablemente cuando se reforma la escalera de acceso.
También a los pies del templo se encuentra una lápida sepulcral constituida por un sencillo rectángulo de piedra, en cuyo interior se reproducen motivos heráldicos y una inscripción
en caracteres góticos, enmarcada por una cenefa con inscripción ilegible. La iglesia conserva una pila bautismal del siglo XVI, labrada en piedra caliza con decoración de gallones que se adelgazan hacia la base. También conserva una pareja de pilas de agua bendita del siglo XVIII, de piedra caliza, decoradas con gran profusión de molduras y gallones, adosadas a las columnas de la arcada de la nave de la Epístola. En el lado sur del presbiterio se ubica una capilla cuadrangular con función de cabecera de la nave de la Epístola, que por sus características puede fecharse en el segundo cuarto del siglo XVI. Se cubre con bóveda de crucería de nervios cruceros, terceletes incurvados y puntas conopiales, que descansan sobre ménsulas de perfil semicónico, con ábaco semicircular moldurado y decoración vegetal de cardinas. Se comunica con la nave lateral y con la capilla mayor mediante sendos arcos de medio punto y escarzano respectivamente, doblados con finas molduras y cajeados en su intradós, que descansan sobre pilastras, también cajeadas, mediante capiteles corridos a modo de frisos, decorados con roleos, máscaras, jarrones y angelotes. En el muro sur de la capilla se abre una ventana en arco de medio punto moldurado.
La sacristía se adosa a la capilla anterior, sobresaliendo de la línea de la cabecera. Puede datarse hacia mediados del siglo XVI. A ella se accede a través de un hueco adintelado,
cerrado con una puerta de cuarterones. Es de planta cuadrangular y se cubre con una bóveda de crucería formada por nervios cruceros, terceletes, ligazones en cruz y combados tangentes a los vértices de los terceletes, que dibujan cuatrifolios. Los nervios cruceros descansan sobre ménsulas con cimacio circular moldurado y cuerpo cilíndrico. En el espesor
del muro este se recorta un gran lucillo para la cajonería, y en el muro sur se abre una ventana en arco de medio punto moldurado. Junto a la torre, en el testero de la nave del Evangelio, se sitúa una pequeña capilla de planta trapezoidal, cubierta con bóveda de crucería simple. Tiene portada renacentista con arco de medio punto sobre pilastras cajeadas y capiteles compuestos; el frontón triangular de remate del conjunto apoya en un segundo orden de pilastras que prolongan las anteriores. Se decora el frontón con medallón central y floreros en las esquinas, mientras que las enjutas del arco incluyen representaciones del sol y la luna. Se cierra la capilla con una sencilla reja de barrotaje torso. Puede datarse a mediados del siglo XVI, momento en que se traslada la sacristía a su nueva ubicación y se reforma el interior de la torre campanario.
La torre se sitúa al norte del presbiterio, y a ella se accede desde el testero de la nave del Evangelio por medio de un hueco adintelado con decoración de zapatas labradas. Hasta
el arranque de la escalera se atraviesa un estrecho pasillo donde se pueden apreciar rellenos y restos de construcciones preexistentes. Tiene planta cuadrada y en apariencia un solo
cuerpo, al carecer de impostas o de escalonamientos, pero en realidad es el resultado de la elevación de un nuevo cuerpo de campanario a la torre primitiva. Interiormente está ocupada por una escalera de caracol formada por peldaños de piedra labrada con bocel, doblemente apoyados en un cilindro interior de fábrica de ladrillo y en un relleno exterior de
mampostería. En el nivel superior o campanario se abren dos huecos de medio punto por cada lado de la torre, excepto en el lado norte donde solo se abre uno. En un nivel inferior,
la torre presenta otros vanos de medio punto cegados, que formaban parte del primitivo campanario, e interiormente se aprecian pequeños arcos formados con fábrica de ladrillo.
El resto de huecos son simples saeteras. Se corona con un chapitel de pizarra reconstruido en el siglo XX. Exteriormente los muros están revocados, dejando al descubierto únicamente
los sillares de las esquinas.
Fuera de los límites del edificio, son también objeto de le presente declaración los muros, pretiles y decoración de bolas del sector noreste de la plataforma de la iglesia, que pueden datarse en la segunda mitad del siglo XVI. Los pretiles escalonados del sector sur de la plataforma están muy alterados por las reformas realizadas durante el siglo XX, por lo que se excluyeron de la declaración como Bien de Interés Cultural, al igual que el resto de dicha plataforma o compás, quedando incluidos en el entorno de protección.